# Palaeoloxodon antiquus

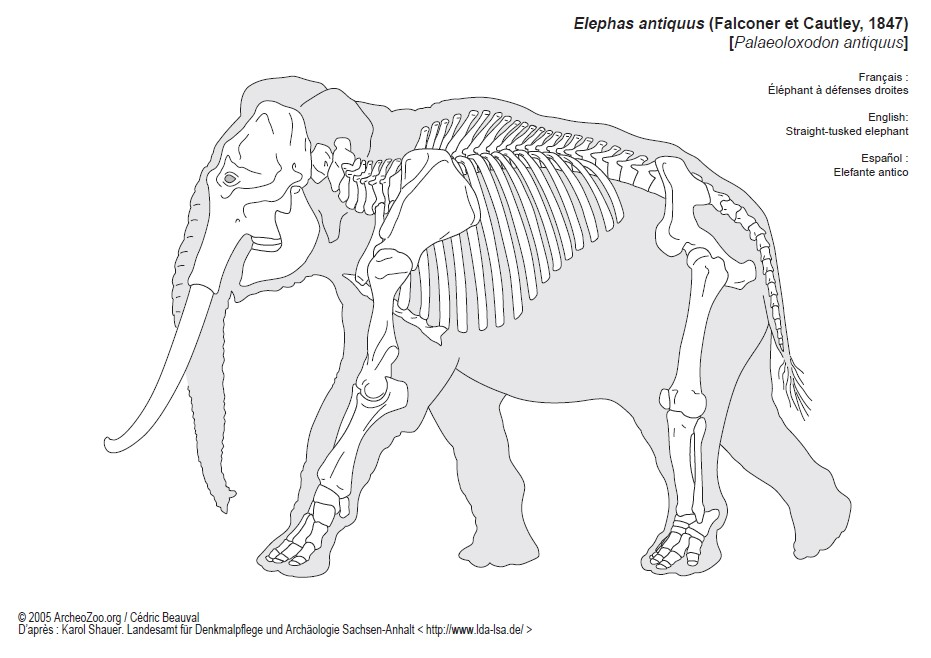
Squelette de l'éléphant à défenses droites

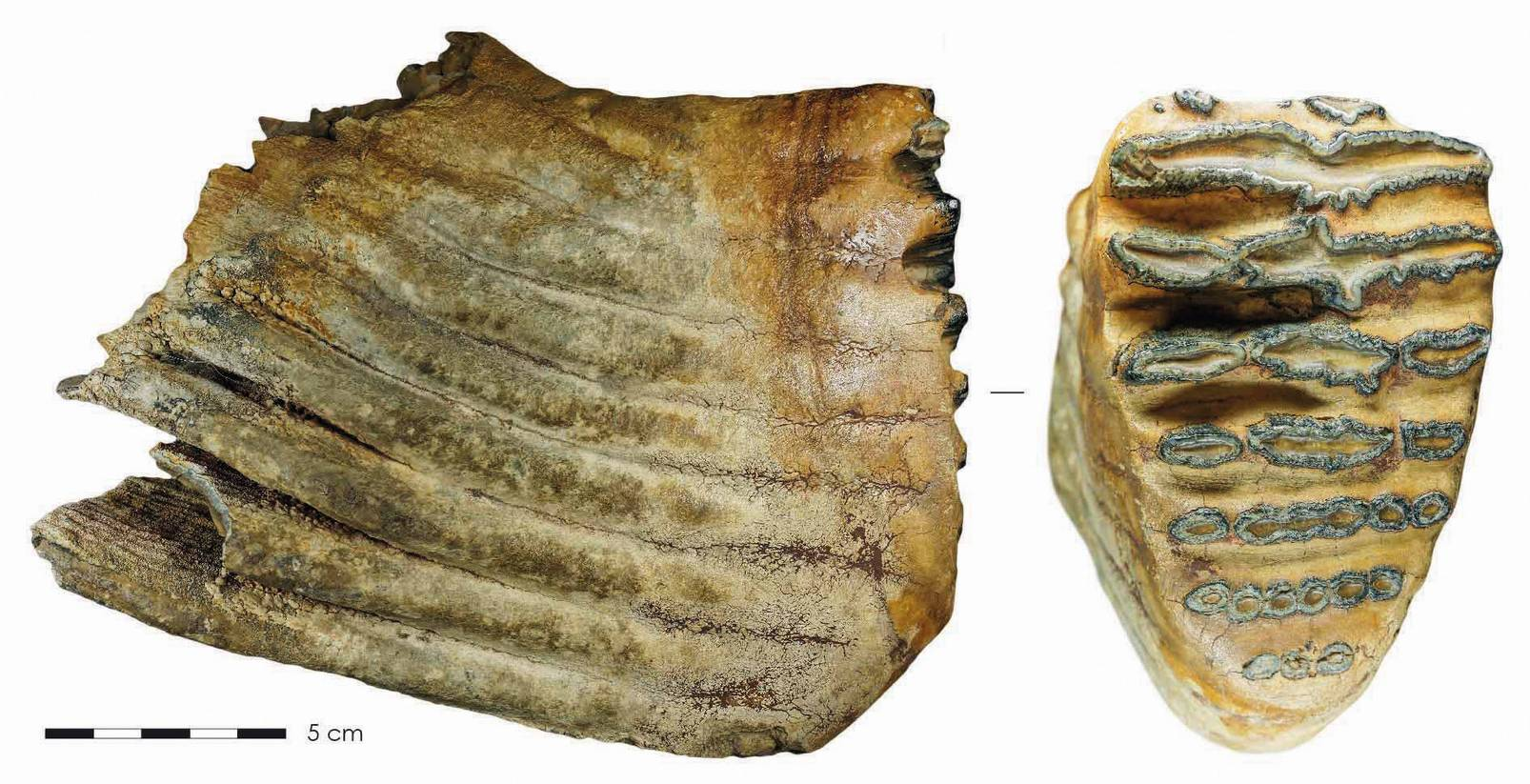
Vues de la troisième molaire supérieure gauche de Palaeoloxodon antiquus découverte en 2014 à Soulac France

Éléphant à défenses droites
Espèce
L' Éléphant de forêt européen ou Éléphant à défenses droites (Palaeoloxodon antiquus), est une espèce éteinte d'éléphants qui vivait en Europe et au Levant au Pléistocène moyen et supérieur (de 781 000 à 30 000 ans avant le présent). Certains spécimens ont atteint 4,20 m de hauteur et un poids de 15 tonnes. C’étaient les plus grands mammifères terrestres du Pléistocène, présents dans les paysages eurasiens à cette époque. Les Homo heidelbergensis et leurs successeurs les Néandertaliens ont consommé les éléphants antiques morts naturellement ou qu’ils avaient chassés.

## Étymologie et nomenclature
L’espèce fut décrite et nommée Elephas antiquus par Falconer et Cautley, en 1847, dans Fauna antiqua Sivalensis.
Le nom de genre Elephas est un mot latin ělěphās, lui-même emprunté au grec έλέφας elephas « éléphant ».
L’épithète spécifique antiquus est un mot latin dérivé de anticus « qui est devant » avec le suffixe -uus du comparatif ou du superlatif, anticuus > antiquus, valant « ancien, antique ».
En 1924, le paléontologue japonais Matsumoto Hikoshichirō (ja) crée  le (sous-)genre  Palaeoloxodon qu’il circonscrit en tant que sous-genre des Loxodonta, les Éléphants d’Afrique (comme l’étymologie de Palaeoloxodon le suggère) et désigne Palaeoloxodon naumanni Makiyama comme l'espèce type.
Le paléontologue américain Osborn était d'accord avec Matsumoto dans les années 1930. Cependant, il a élevé Palaeoloxodon au niveau du genre et en a séparé Hesperoloxodon, auquel il a attribué les découvertes de l'ouest de l'Eurasie. Il distingue ainsi un groupe oriental autour de Palaeoloxodon namadicus et un groupe occidental autour de Palaeoloxodon antiquus, leur critère de distinction s'exprimait essentiellement dans les différents modèles de crânes.
Dans le dernier quart du XXe siècle, il y a eu une synonymie avec le genre Elephas, dans lequel se trouve l'éléphant d'Asie. Palaeoloxodon était alors  parfois interprété comme un sous-genre.
Des données moléculaires récentes excluent Palaeoloxodon antiquus  du genre Elephas (éléphant d'Asie) et le rapprochent du genre Loxodonta (éléphants africains).
En 2018, l’équipe de Palkopoulou et al après avoir généré 14 génomes d'éléphantidés vivants et éteints et du mastodonte américain, ont constaté que des flux de gènes entre espèces d’éléphantidés étaient courants dans le passé. Ils ont établi que les éléphants à défenses droites Palaeoloxodon antiquus descendaient d'un mélange de trois populations ancestrales liées 
1. à l'ancêtre des éléphants d'Afrique (Loxodonta),
2. des mammouths laineux (Mammuthus primigenius)
3. des éléphants de forêt actuels (Loxodonta cyclotis).

## Description

Crâne et défenses d'Elephas antiquus. site archéologique de Torralba (Espagne)

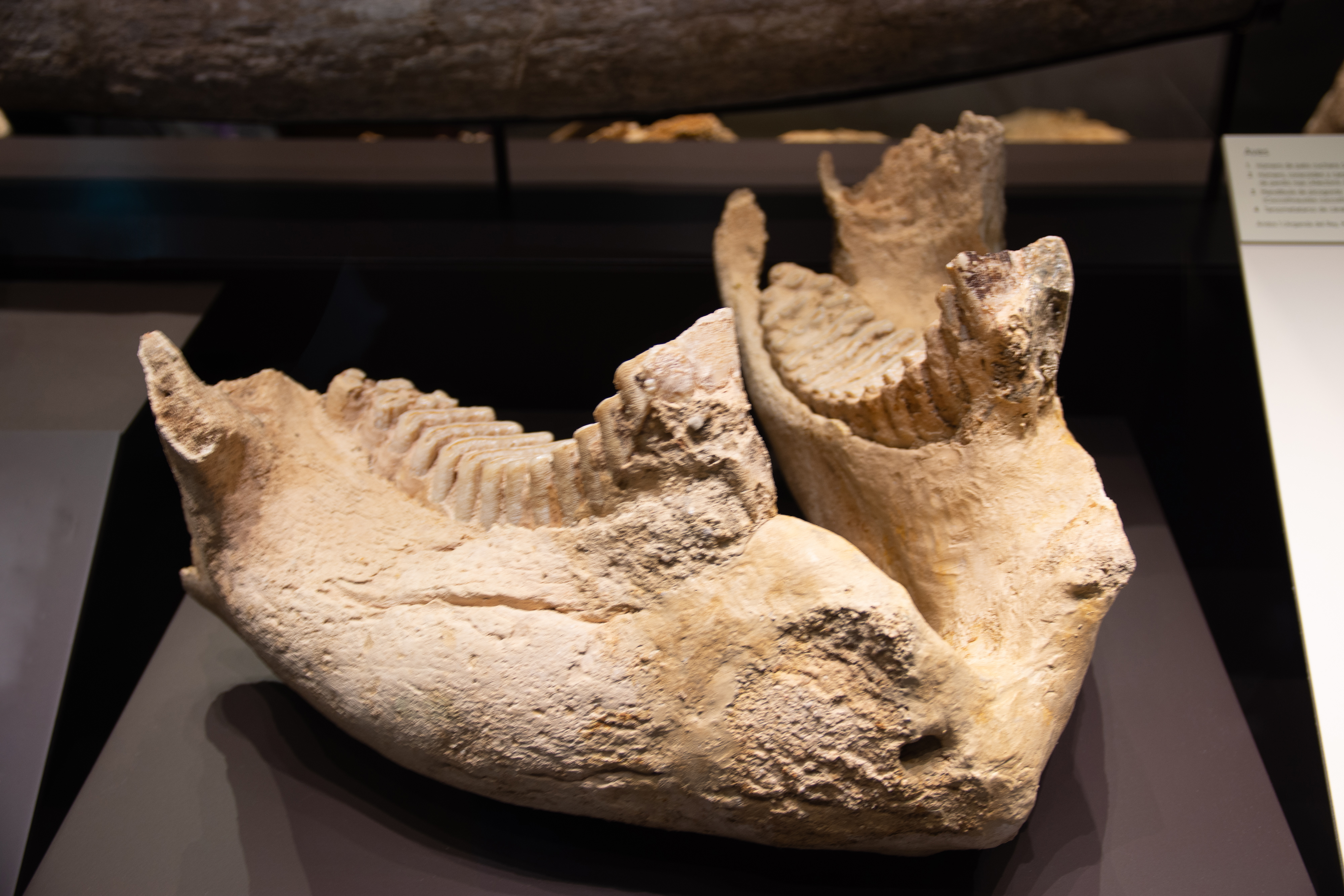
Mandibule de P. antiquus, Rivas-Vaciamadrid, Madrid

L'éléphant antique Palaeoloxodon antiquus  mâle pouvait mesurer près de 4,20 mètres de hauteur à l'épaule, jusqu'à 8 mètres de longueur et peser jusqu'à 13 tonnes, tandis que les femelles pesaient environ 6 tonnes. Il y avait donc un dimorphisme sexuel marqué, les mâles étant plus grands que les femelles. Les Palaeoloxodon antiquus étaient plus grands que les mammouths Mammuthus primigenius  et deux fois plus grands que les éléphants d'Afrique actuels.
Ils possédaient de longues défenses, jusqu'à 3 m de longueur, légèrement recourbées vers le haut. Leur front était plus court que celui du mammouth, avec une crête pariéto-occipitale bien développée au sommet du crâne, similaire aux éléphants d'Asie. Cette crête était très petite dans la jeunesse de l'animal, mais elle devenait bien plus saillante chez les jeunes adultes et devenait énorme chez les adultes âgés. Ses pattes étaient un peu plus longues que celles des éléphants actuels. Il  était non seulement plus grand que le mammouth laineux (Mammuthus primigenius), mais aussi légèrement plus grand, en moyenne, que l'éléphant de savane d'Afrique moderne (Loxodonta africana).
Les dents jugales, molaires et prémolaires, sont à fonction masticatrice. Elles ont une croissance prolongée. Leur remplacement survient cinq fois au cours de la vie de l’individu. L’usure commence à l’avant de la dent. Elle s’effectue sur le cément et forme des cupules ou anneaux qui se rejoignent pour laisser apparaître la lame.

## Chronologie
La plupart des auteurs ont affirmé que les origines de l’éléphant de forêt européen Palaeoloxodon antiquus étaient à chercher dans la lignée africaine de Palaeoloxodon recki qui ont une denture caractérisée par une augmentation du nombre de plaques lamellaires et une croissance prolongée (l’hypsodontie).

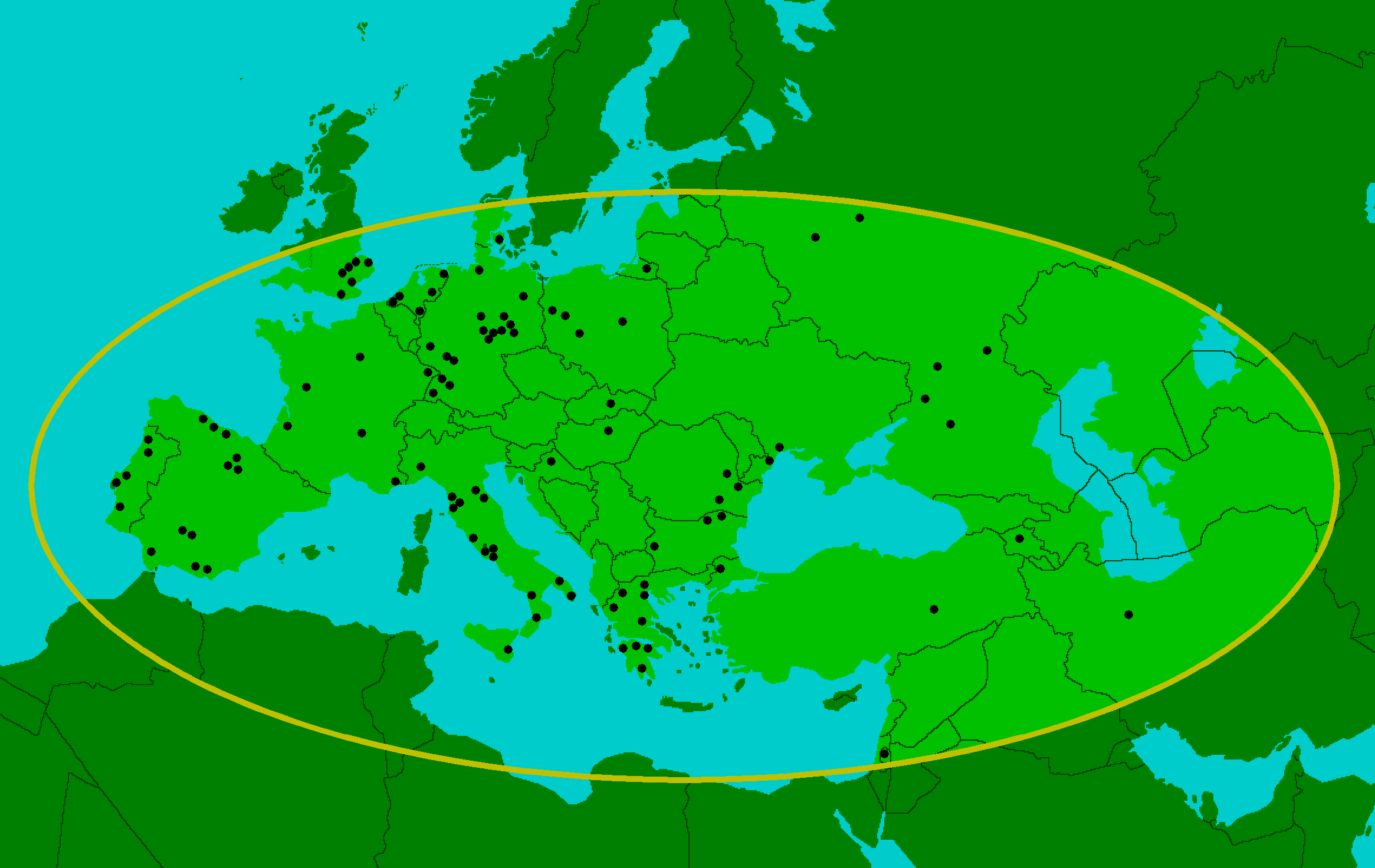
L’aire d’expansion de Palaeoloxodon antiquus

La plus ancienne preuve européenne des premiers éléphants de forêt européens est une molaire trouvée en Italie à Slivia (près de Trieste), estimée à environ 800 000 à 900 000 ans. D’autres découvertes attribuées à des dates antérieures sont contestées. En Europe, Palaeoloxodon antiquus  est présent sur des centaines de sites, particulièrement en Italie, Allemagne, France, en Espagne, au Portugal, en Grèce, en Angleterre, aux Pays-Bas, au Danemark, en Europe de l’Est, jusqu'au Kazakhstan, en Turquie, en Iran et en Israël. Peut-être au Pays de Galles , dans les états du Caucase et en Syrie et Irak.
L’extinction de Palaeoloxodon antiquus aurait eu lieu en Europe du Nord-Ouest  dans la dernière période glaciaire il y a 45–50 ka et un peu plus tard dans la Péninsule ibérique (33 ka).

## Biotope
Les éléphants antiques Palaeoloxodon antiquus fréquentaient les forêts et les plaines parsemées d’arbres à feuilles caduques.
Ils vivaient en petits troupeaux d'environ 5 à 15 individus. Comme ils préféraient un environnement tempéré, ils prospéraient durant les périodes interglaciaires, s'étendant en Europe continentale et jusqu'à la Grande-Bretagne aux époques les plus chaudes. Pendant les périodes plus froides, l'espèce migrait vers le Sud. 

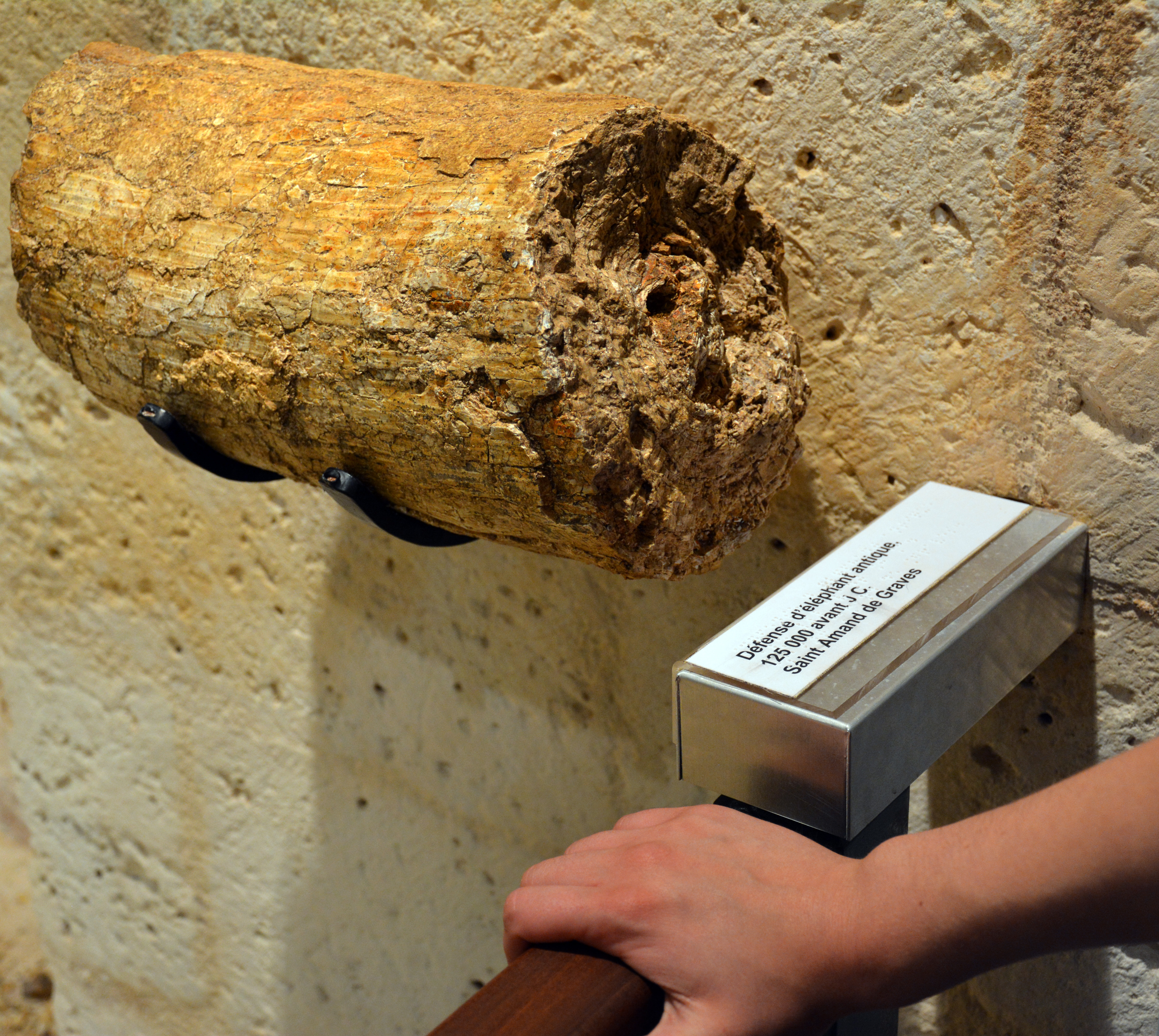
Morceau de défense d'un éléphant antique (environ 125000 ans), conservé au musée d'Angoulême. Origine : Saint-Amant-de-Graves (aujourd'hui intégré à Graves-Saint-Amant)

Durant les périodes glaciaires, dans le sud de l'Europe, on trouve des spécimens à Grevená, en Grèce, des restes dans la grotte du Lazaret, à Nice en France, à Estanque de Tormentas de Butarque, en Espagne. La présence de P. antiquus est intéressante d’un point de vue paléoclimatique car elle montre la persistance de l’espèce au MIS 6 (Stade isotopique marin glaciaire) en zone méditerranéenne alors qu’elle est remplacée par Mammuthus trogontherii puis Mammuthus primigenius dans d’autres gisements français contemporains du Lazaret, où le climat devait être nettement plus frais : Tourville la Rivière (Seine-Maritime), La Fage (Corrèze) et l’Abri Suard (Charente),.

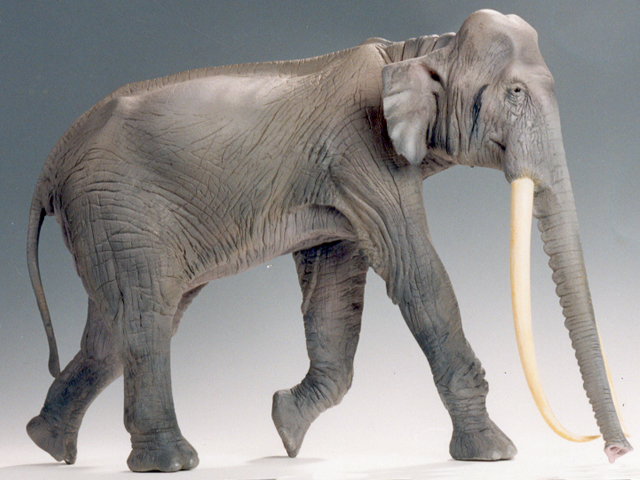
Reconstitution d'Elephas antiquus.

Pendant les phases tempérées, l'éléphant antique aurait pu prospérer aux côtés de Mammuthus trogontherii, comme l'indique la possible cooccurrence de ces taxons à Mosbach, Mauer et Pakefield (MIS 15-13) et à Ponte Galeria et Campo Verde. 
L’analyse de la micro-usure dentaire est utilisée depuis la fin des années 1970 pour reconstituer l’alimentation des mammifères fossiles. Les plantes possèdent des phytolithes, particules microscopiques de silice (de 5 à 40 nm) qui laissent des micro-traces sur l’émail des dents. Les graminées très riches en phytolithes sont très abrasives alors que les plantes ligneuses (et en particulier les feuilles d’arbres et arbustes) en contiennent moins et laissent bien moins de micro-rayures. La quantification des micro-rayures permet de différentier deux types d’alimentation : les brouteurs qui s’alimentent préférentiellement de plantes ligneuses et les paisseurs qui consomment surtout des graminées.
Les études sur la micro-usure dentaire ont montré que les Palaeoloxodon antiquus étaient des mangeurs mixtes : ils étaient paisseurs mais aussi brouteurs.  
Il y a 120 000 ans (durant l’interglaciaire Riss-Würm), l’éléphant antique européen était présent dans tout le Nord-Ouest de l’Europe en Europe centrale et méridionale, puis lorsque le climat se refroidit à partir de −112 000 ans, il migra vers le Sud de l’Europe (Ibérie, Italie, et Balkans) avant de disparaître tout à fait, à l’inverse du mammouth qui subsista.

## Descendants nains
Des éléphants sans doute issus de l'éléphant aux défenses droites ont été décrits dans beaucoup d'îles de la Méditerranée, où ils ont évolué en espèces naines. On pense que les facteurs responsables du nanisme chez les mammifères insulaires sont la réduction de la disponibilité en aliments, de la prédation et de la compétition. Ainsi on trouve des restes d'éléphants pygmées en Sicile, peut-être à l'origine du mythe du cyclope.

## Charognage et chasse duPalaeoloxodon antiquuspar les Hominiens
Les éléphants antiques Palaeoloxodon antiquus qui étaient présents en Europe et en Asie occidentale durant le Pléistocène ont rencontré les hominiens d'Eurasie occidentale, tels que les Homo heidelbergensis et leurs successeurs les Néandertaliens. De nombreux sites avec des restes d’éléphant antique en association spatiale avec des outils en pierre attestent de l’interventions d’Hominiens pour la mise à mort, la récupération ou de dépeçage de l’animal.
Les Homo heidelbergensis, qui ont vécu au Pléistocène moyen (il y a entre 700 000 et 300 000 ans), étaient de grands chasseurs qui évoluaient dans le même environnement que le Palaeoloxodon antiquus. Mais ces très gros animaux étaient difficiles à chasser et les hommes ont eu aussi recours au charognage. 
Les sites d’Aridos 1 et 2 près de Madrid contiennent des bifaces et des clivages d'une typologie de l'Acheuléen précoce ou moyen ainsi que des restes d’éléphants antiques dépecés - une jeune femelle à Aridos 1 et un vieux mâle à Aridos 2. Aucun restes de pointes de projectiles, de lances ou de pièges naturels qui pourraient soutenir l'idée d’une chasse n’ont été trouvés. Par contre, de nombreuses indications manifestent qu'on a un lieu de dépeçage d’une carcasse pour acquérir de la viande dans une situation non compétitive, comme des traces de taille et d’affûtage d’outils (éclats de silex, galet aménagé).
La grotte du Lazaret, un site préhistorique du Paléolithique moyen situé dans la ville de Nice, comporte de très nombreux restes de faunes et une industrie lithique riche en bifaces. Cette faune est composée de l’éléphant antique Palaeoloxodon antiquus, le loup Canis lupus, le renard roux Vulpes vulpes, l’ours des cavernes Ursus spelaeus, le glouton Gulo gulo, le lion des cavernes Panthera (Leo) spelaea, etc.
La fin du Pléistocène moyen a vu l'émergence européenne des Néandertaliens. Une hypothèse est que les changements dans la lignée européenne de Homo heidelbergensis à Homo neanderthalensis ont été provoqués par les événements climatiques froids du Pléistocène moyen tardif. Le site Poggetti Vecchi en Toscane (Italie), daté d’environ 170 000 ans avant le présent, pourrait être le premier cas signalé d’une accumulation osseuse d’une famille de Palaeoloxodon antiquus (3 juvéniles, 1 subadulte, 2 adultes, 1 adulte âgé) qui ont fourni de la viande et de la graisse pour manger ainsi que des os pour la fabrication d’outils. Les animaux pourraient avoir été tués par une vague soudaine de grand froid.
Les sites de Neumark-Nord 1 et 2, situés près de la ville allemande de Halle, se trouve dans une zone qui était couverte par les calottes glaciaires de la fin du Pléistocène moyen, au stade isotopique marin MIS6, de 191 000 à 130 000 ans avant aujourd'hui. Le retrait des calottes glaciaires au dernier interglaciaire a produit des masses d’eau ayant transporté quantité de sédiments qui se sont accumulés dans des bassins lacustres. Les Néandertaliens ont laissé une grande variété de traces de leur présence dans ce paysage parsemé de lacs. Plus de 3 000 restes d’éléphants ont été collectés sur le site de Neumark-Nord 1, datant de 125 000 ans. La chasse des vieux mâles isolés devait être plus simple que la chasse des femelles qui vivaient en troupeau. La chasse pouvait se faire en limitant la mobilité de la proie, par exemple en creusant des fosses, ou les poussant dans des zones très boueuses et en les tuant avec des lances d’estocs en bois. Le dépeçage des carcasses  d’éléphants antiques ont laissé de nombreuses marques de découpe qui permettent de voir que les Néandertaliens recherchaient les tissus adipeux, comme les dépôts plantaires des grands coussins de pieds gras.
Cette étude des complexes osseux de Palaeoloxodon antiquus, de Neumark-Nord 1, démontre que les Néandertaliens avaient un accès primaire aux carcasses fraîches et les dépeçaient de manière similaire. Le dépeçage avec des outils de pierre, d’un individu mâle avec une masse corporelle des 10 tonnes (comme c’est le cas de l’individu E9) devaient prendre un temps considérable et mobiliser la coopération de plusieurs individus.
Des groupes de Néandertaliens ont abattu au même endroit plus de 70 Palaeoloxodon antiquus, récoltant jusqu'à 4 tonnes de chair de chaque animal. La viande d'un seul éléphant a pu suffire à nourrir 350 personnes pendant une semaine, ou 100 pendant un mois s'ils étaient capables de conserver la viande aussi longtemps,.

## Taxonomie
Espèces notables de Palaeoloxodon :
- Palaeoloxodon antiquus (Europe, Moyen-Orient, Asie), était un peu plus grand que les Éléphants d'Afrique modernes
- Palaeoloxodon chaniensis (Crête), un éléphant nain
- Palaeoloxodon cypriotes (Chypre), un éléphant nain
- Palaeoloxodon falconeri (Sicile et Malte), un éléphant nain
- Palaeoloxodon mnaidriensis (Sicile), un éléphant nain
- Palaeoloxodon namadicus (Asie)
- Palaeoloxodon  naumanni (200 site de l'archipel japonais, Chine)
- Palaeoloxodon recki (Afrique de l'est), le plus ancien et l'une des plus grandes espèces (a vécu il y a 4 à 0,6 millions d'années)[19].
- Palaeoloxodon lomolinoi